# クリツィア
クリツィア（Krizia）はイタリアのファッションブランドである。洋服の他、ハンドバッグや香水も販売している。1950年にマリウッチア・マンデリ（Mariuccia Mandelli）が創業。
クリツィアの名は、プラトンの最後の対話集で女性の虚栄心に触れた部分より採った。

## 沿革
当時小学校の教師だったマンデリは、1943年にミラノで友人のフローラ・ドルチとブティックを開業。
1957年の国際服飾展示会にて、大成功を収める。1964年にはフィレンツェのピッティ宮殿で行われた展示会で、黒と白のプリント作品を展示。かつてエミリオ・プッチにしか贈られなかった「批評家賞」を受賞。自由度の高い作品で「クレイジー・クリティア」のあだ名を得て、その後1970年にはイタリア国外での活動を開始した。
1971年、カプリで開催された展示会で、最も短いホット・パンツを出品、「ゴールド・ティベリオ」を受賞。
1982年、著名な国祭ファッションデザイナー8人のグループの一人として、マサチューセッツ工科大学にて「親密な建築〜現代服飾デザイン」の講義を行う。
2001年11月、東京都現代美術館にて「クリツィア　ムービング　シェイプス」という回顧展が行われ、その際マンデリも来日した。

## 公式サイト
- クリツィア公式サイト（イタリア語）